# Pol Hoste
Pol Hoste (Lokeren, 25 maart 1947) is een Vlaamse auteur.
Hoste studeerde aan de Rijksuniversiteit Gent en is licentiaat Germaanse filologie. Sinds 1994 is hij zelfstandig schrijver. Hoste werkte mee aan radio- en televisieprogramma's over kunst en cultuur. Hij is recensent Nederlandse literatuur en publiceerde een vijftigtal literaire bijdragen in Vlaamse en Nederlandse tijdschriften en is ook actief als theaterschrijver. Hoste ontving de Cultuurprijs van de Stad Gent, de Dirk Martensprijs van de Stad Aalst, in 2012 de Louis Paul Boonprijs en de Arkprijs van het Vrije Woord.